# Dodecaan
Dodecaan (C12H26) is een onvertakte koolwaterstof uit de groep van de alkanen, dat voorkomt onder de vorm van een kleurloze, viskeuze, olie-achtige vloeistof.
Van deze verbinding bestaan 355 structuurisomeren, maar deze zijn allen (op dodecaan zelf na) in meerdere of mindere mate vertakt.

## Toepassingen
Dodecaan wordt in de organische chemie gebruikt als oplosmiddel en bij destillaties.